# لوئیجی ویتال
لوئیجی ویتال (انگلیسی: Luigi Vitale؛ زادهٔ ۵ اکتبر ۱۹۸۷) بازیکن فوتبال اهل ایتالیا است.
از باشگاه‌هایی که در آن بازی کرده‌است می‌توان به باشگاه فوتبال ویرتوس لانچانو، باشگاه فوتبال بولونیا، باشگاه فوتبال یووه استابیا، باشگاه فوتبال لیورنو، باشگاه فوتبال ناپولی، و باشگاه فوتبال ترنانا اشاره کرد.